# Slovenska republiška liga 1951
La Slovenska republiška nogometna liga 1951. (it. "Campionato calcistico della Repubblica di Slovenia 1951") fu la sesta edizione del campionato della Repubblica Popolare di Slovenia. In questa stagione era nel terzo livello della piramide calcistica jugoslava.
Il torneo avrebbe dovuto contare 10 squadre, ma il rafforzamento del Triglav Lubiana (ex Miličnik) dovuto alla fusione col Borac, ha convinto i vertici federali ad accogliere il club in soprannumero, portando così le partecipanti a 11.
Il campionato venne vinto dallo Korotan Kranj, al suo secondo titolo consecutivo nella competizione. Questa vittoria diede loro l'accesso agli spareggi per la Druga Liga 1952.

## Squadre partecipanti
Prima dell'inizio del torneo, il Sobota ha cambiato il nome in Mura.
| Squadra          | Città         | Stagione 1950 | Stagione 1950     |
| Squadra          | Città         | Pos.          | Divisione         |
| ---------------- | ------------- | ------------- | ----------------- |
| Železničar (Lj)  | Lubiana       | 12°           | 3. Liga           |
| Korotan          | Kranj         | 1°            | 1. Slovenska liga |
| Kladivar         | Celje         | 2°            | 1. Slovenska liga |
| Branik           | Maribor       | 3°            | 1. Slovenska liga |
| Nafta            | Lendava       | 4°            | 1. Slovenska liga |
| Krim             | Lubiana       | 5°            | 1. Slovenska liga |
| Mura             | Murska Sobota | 6°            | 1. Slovenska liga |
| Železničar (Mb)  | Maribor       | 7°            | 1. Slovenska liga |
| Željezničar (Go) | Nova Gorica   | 8°            | 1. Slovenska liga |
| Triglav          | Lubiana       | 9°            | 1. Slovenska liga |
| J. Gregorčič     | Jesenice      | 10°           | 1. Slovenska liga |

## Classifica
|  | Pos. | Squadra            | Pt | G  | V  | N | P  | GF | GS | QR    |
|  | ---- | ------------------ | -- | -- | -- | - | -- | -- | -- | ----- |
|  | 1.   | Korotan Kranj      | 26 | 20 | 10 | 6 | 4  | 53 | 29 | 1,827 |
|  | 2.   | Branik Maribor     | 26 | 20 | 12 | 2 | 6  | 49 | 30 | 1,633 |
|  | 3.   | Kladivar Celje     | 24 | 20 | 8  | 8 | 4  | 40 | 32 | 1,250 |
|  | 4.   | Nafta              | 23 | 20 | 10 | 3 | 7  | 52 | 31 | 1,677 |
|  | 5.   | Mura               | 23 | 20 | 9  | 5 | 6  | 46 | 36 | 1,277 |
|  | 6.   | Železničar Maribor | 23 | 20 | 7  | 9 | 4  | 29 | 30 | 0,966 |
|  | 7.   | Železničar Lubiana | 18 | 20 | 7  | 4 | 9  | 31 | 28 | 1,107 |
|  | 8.   | Krim Lubiana       | 18 | 20 | 7  | 4 | 9  | 34 | 41 | 0,829 |
|  | 9.   | Željezničar Gorica | 17 | 20 | 6  | 5 | 9  | 34 | 54 | 0,629 |
|  | 10.  | Gregorčič Jesenice | 11 | 20 | 4  | 3 | 13 | 25 | 45 | 0,555 |
|  | 11.  | Triglav Lubiana    | 11 | 20 | 3  | 5 | 12 | 20 | 59 | 0,338 |

Legenda:
  Campione della Slovenska republiška liga 1951 ed ammesso agli spareggi per la 2. liga 1952.
      Qualificato in 2. liga 1952.
      Retrocessa nella divisione inferiore.
Note:
Due punti a vittoria, uno a pareggio, zero a sconfitta.

## Spareggi-promozione
```
Il Rudar Trbovlje (14º in 
Druga Liga 1951
) e Korotan Kranj (campione della Slovenia) per il primo turno degli spareggi per la promozione in 
Druga Liga 1952
.
```

| Squadra 1     | Totale | Squadra 2      | Andata     | Ritorno    |
| ------------- | ------ | -------------- | ---------- | ---------- |
|               |        |                | 24.11.1951 | 01.12.1951 |
| Korotan Kranj | 1 – 2  | Rudar Trbovlje | 0 – 2      | 1 – 0      |

```
Il Rudar Trbovlje ha successivamente vinto la seconda fase degli spareggi (contro Šibenik e Bokelj Kotor) ed ottenuto la permanenza in Druga liga, ma la 
Federcalcio jugoslava
 ha poi invalidato queste qualificazioni e cambiato la formula dei campionati.
[
2
]
[
3
]
```

## Promozione dalla serie inferiore
Per designare l'unica squadra promossa dalla serie inferiore è stato predisposto un torneo a quattro squadre nel novembre 1951, vinto dallo Sloga Lubiana. Le altre partecipanti erano Proletarec Zagorje, Željezničar Postumia e Kovinar Maribor.
La Slovenska republiška liga 1952 vedrà la partecipazione di 10 squadre.